# マンハッタン (ゲーム)

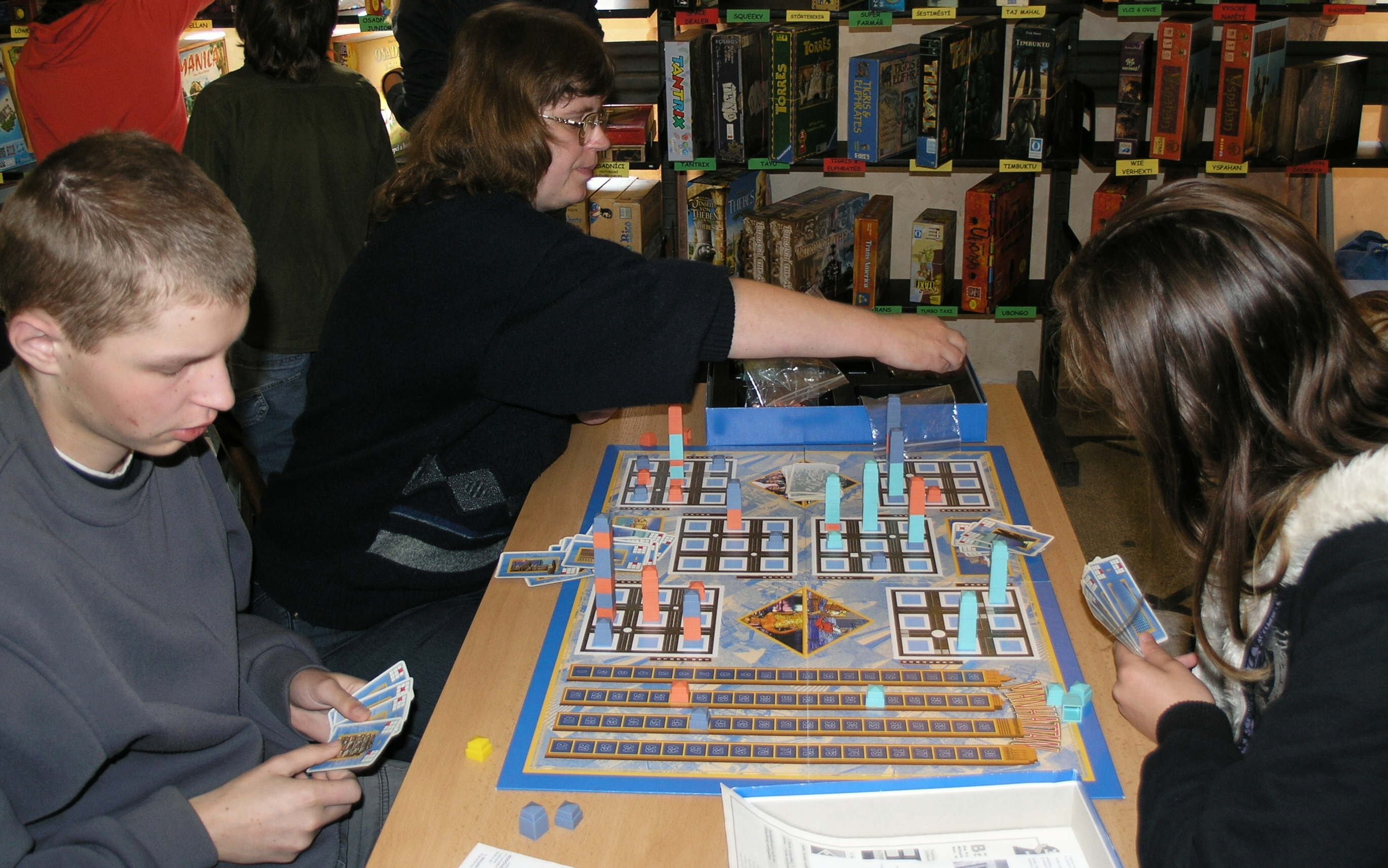
マンハッタン

マンハッタン (Manhattan) は、ドイツのボードゲームである。
- 作者は、アンドレアス・ザイファルト（ドイツ語版）。
- 発売は、Hans im Glück 社。
- プレイ人数は、2～4人。

## ゲームの概要
ボード上の世界の6つの都市に摩天楼を築いていき、最も多くビルを支配したプレイヤーの勝ちとなる
各都市は3×3の9マスに区切られ、そのいずれかを示すカードを手札として4枚持つ。さらに、手駒として1階～4階分のビルの形状をしたコマを24個持つ。
自分の手番では、手札1枚と手駒1つを使い、任意の都市の、手札で示された場所（自分から見てカードと同じ位置）に、自分のビル駒をひとつ置くことができる。このゲームは一定の条件で他プレイヤーの駒の上にも自分の駒を重ねることができ、一番上の駒のプレイヤーがそのビルの支配権を持つ。
駒を重ねるための条件は、「そのビルを構成する中で、合計階数が最も多い（駒同士が離れていてもOK）プレイヤーとの差が4階以内である」こと。
例：ビルA（15階）の中で最も所有階数の多いプレイヤーa（8）に対し、プレイヤーb（4）は駒を重ねることが可能だが、c（3）は重ねることが出来ない
つまり1位と2位との差が5階以上になったビルは、その時点で所有者が確定することとなる。逆に言えば圧倒的な差がない限りは、ビルの所有権は非常に流動的なものである。
ラウンド毎（すべてのプレイヤーがビル駒を置き切ったとき）に点数計算が発生し、各ビル毎のオーナーに1点ずつ、各都市毎に一番ビルの多いプレイヤーに2点ずつ、6都市で最大のビルのオーナーに3点が入る。手番を変えて4ラウンド（4人プレイの場合)行い、点数の合計が最大のプレイヤーが勝者となる。

## ゲームの特徴
手駒と手札に制限された条件で行動を選択するのが、悩ましい。勝負に関してはカードの引きの要素が大きいが、ラウンド毎に決めることのできる手駒の選択を始め、いろいろな作戦を立てる余地がある。ビルを高くして世界一の3点を狙うかビルの数で点数を稼ぐかも、悩みどころである。
見た目が美しく、ボード上にビルがにょきにょきと伸びていくさまが圧巻である。

## 受賞歴
- 1994年 ドイツ年間ゲーム大賞（Spiel des Jahres）
- 1994年 ドイツゲーム大賞（Deutscher Spiel Preis）銅賞
- 1995年 スウェーデン年間ゲーム大賞（Spiel des Jahres）